# Iglesia de San Jorge (La Valeta)
La Iglesia de San Jorge es una iglesia ortodoxa griega situada en La Valeta, Malta.

## Orígenes
Fue fundada en 1816 por griegos que vivían en Malta. cae bajo la jurisdicción del Patriarca Ecuménico de Constantinopla. Los certificados de bautismos, matrimonios y defunciones que tuvieron lugar en esta iglesia se encuentran en los archivos del museo de la Catedral de Mdina.